# Hünhan
Hünhan ist ein Ortsteil der Marktgemeinde Burghaun im osthessischen Landkreis Fulda.

## Geographische Lage
Hünhan ist rund einen Kilometer vom Kernort Burghaun entfernt und liegt südöstlich davon am westlichen Rand des Haunetals. Die Ortslage ist baulich durch ein Gewerbegebiet mit Burghaun zusammengewachsen. Die Gemarkungsfläche beträgt 377 Hektar (1961), davon sind 94 Hektar bewaldet.

## Geschichte

### Ortsgeschichte
Urkundlich erscheint Hunioham oder Hunihan erstmals im Jahre 815/816 in einem Zehntvertrag zwischen dem Fuldaer Abt Ratgar und dem Würzburger Bischof Wolfgar.
Zum 31. Dezember 1971 fusionierten im Zuge der Gebietsreform in Hessen die bis dahin selbständigen Gemeinden Burghaun, Hünhan, Rothenkirchen und Steinbach im Landkreis Hünfeld freiwillig zur erweiterten Gemeinde Burghaun.
Für Hünhan sowie für alle ehemals eigenständigen Gemeinden von Burghaun wurden Ortsbezirke mit Ortsbeirat und Ortsvorsteher nach der Hessischen Gemeindeordnung gebildet.

### Bevölkerung
Einwohnerentwicklung
- 1812: 24 Feuerstellen, 479 Seelen[1]

| Hünhan: Einwohnerzahlen von 1812 bis 2013 | Hünhan: Einwohnerzahlen von 1812 bis 2013 | Hünhan: Einwohnerzahlen von 1812 bis 2013 | Hünhan: Einwohnerzahlen von 1812 bis 2013 | Hünhan: Einwohnerzahlen von 1812 bis 2013 |
| --- | ----------------------------------------- | ----------------------------------------- | ----------------------------------------- | ----------------------------------------- |
| Jahr |                                           |                                           |                                           | Einwohner                                 |
| 1812 | 1812                                      |                                           | 479                                       | 479                                       |
| 1834 | 1834                                      |                                           | 390                                       | 390                                       |
| 1840 | 1840                                      |                                           | 286                                       | 286                                       |
| 1846 | 1846                                      |                                           | 267                                       | 267                                       |
| 1852 | 1852                                      |                                           | 248                                       | 248                                       |
| 1858 | 1858                                      |                                           | 254                                       | 254                                       |
| 1864 | 1864                                      |                                           | 280                                       | 280                                       |
| 1871 | 1871                                      |                                           | 244                                       | 244                                       |
| 1875 | 1875                                      |                                           | 254                                       | 254                                       |
| 1885 | 1885                                      |                                           | 229                                       | 229                                       |
| 1895 | 1895                                      |                                           | 228                                       | 228                                       |
| 1905 | 1905                                      |                                           | 221                                       | 221                                       |
| 1910 | 1910                                      |                                           | 229                                       | 229                                       |
| 1925 | 1925                                      |                                           | 239                                       | 239                                       |
| 1939 | 1939                                      |                                           | 228                                       | 228                                       |
| 1946 | 1946                                      |                                           | 328                                       | 328                                       |
| 1950 | 1950                                      |                                           | 348                                       | 348                                       |
| 1956 | 1956                                      |                                           | 319                                       | 319                                       |
| 1961 | 1961                                      |                                           | 266                                       | 266                                       |
| 1967 | 1967                                      |                                           | 296                                       | 296                                       |
| 1970 | 1970                                      |                                           | 312                                       | 312                                       |
| 1980 | 1980                                      |                                           | ?                                         | ?                                         |
| 1990 | 1990                                      |                                           | ?                                         | ?                                         |
| 2000 | 2000                                      |                                           | ?                                         | ?                                         |
| 2011 | 2011                                      |                                           | 534                                       | 534                                       |
| 2013 | 2013                                      |                                           | 539                                       | 539                                       |
| Datenquelle: Historisches Gemeindeverzeichnis für Hessen: Die Bevölkerung der Gemeinden 1834 bis 1967. Wiesbaden: Hessisches Statistisches Landesamt, 1968. Weitere Quellen: LAGIS; Landkreis Fulda; Zensus 2011 |                                           |                                           |                                           |                                           |

Religionszugehörigkeit
 Quelle: Historisches Ortslexikon
| • 1885: | ein evangelischer (= 0,42 %), 238 katholische (= 99,58 %) Einwohner |
| • 1961: | 9 evangelische (= 3,38 %), 256 katholische (= 96,24 %) Einwohner    |

## Politik
Für Hünhan besteht ein Ortsbezirk (Gebiete der ehemaligen Gemeinde Hünhan) mit Ortsbeirat und Ortsvorsteher nach der Hessischen Gemeindeordnung. Der Ortsbeirat besteht aus fünf Mitgliedern. Bei den Kommunalwahlen in Hessen 2021 betrug die Wahlbeteiligung zum Ortsbeirat 59,9 %. Es erhielten die „Bürgerliste Hünhan“ mit 56,67 % drei Sitze, und die CDU mit 43,33 % zwei Sitze. Der Ortsbeirat wählte Michael Koch zum Ortsvorsteher.

## Verkehr
Durch Hünhan führt die Kreisstraße 140, die den Ort mit Burghaun und Sargenzell verbindet. In der Ortsdurchfahrt zweigt von der K 140 die K 141 ab, die zu dem Verkehrsknoten führt, der bei Hünfeld die Bundesstraße 84 mit der Bundesstraße 27 verknüpft.